# Елдыш
Елдыш — река в России, протекает по Мурманской области. Впадает в озеро Нижний Селес. Длина реки — 16 км. Высота устья — 138,5 м над уровнем моря.

## Данные водного реестра
По данным государственного водного реестра России относится к Баренцево-Беломорскому бассейновому округу, водохозяйственный участок реки — Тулома от Верхнетуломского гидроузла и до устья. Речной бассейн реки — бассейны рек Кольского полуострова, впадает в Баренцево море.
Код объекта в государственном водном реестре — 02010000412101000001379.